# Miquel IX Paleòleg
Miquel IX Paleòleg (en grec: Μιχαὴλ ὁ Παλαιολόγος, Mikhaïl o Paleologos) (17 d'abril del 1277 al 12 d'octubre del 1320) fou el fill gran d'Andrònic II Paleòleg i Anna d'Hongria (filla d'Esteve V d'Hongria), i fou associat pel seu pare al tron el 1294.

## Activitat en l'exèrcit
Al maig del 1294, el seu pare el va fer coronar coemperador, només tenia 17 anys; una decisió que va prendre per assegurar la línia successòria. El textos històrics només l'esmenten com a encarregat de la defensa de l'imperi, en diverses missions encomanades per Andrònic II.
El 1300, fou enviat a formar un exèrcit de mercenaris, sorgit d'un grup d'alans que viatjaven en família, contra els otomans que havien traspassat la frontera del riu Sangari amb intenció d'establir-s'hi. El 1302, mentre Miquel preparava l'ofensiva, va restar a Magnèsia, on els seus oficials, temorosos de la seva manca d'experiència militar, li havien aconsellat prudència. Davant d'aquest immobilisme, els otomans van avançar fent pillatge per la rodalia. Els alans, que no els arribava la paga que se'ls havia promès i no entenien aquesta estratègia d'espera, estaven disgustats. Quan va ser la batalla de Bafeu, Miquel es va trobar que la majoria dels seus soldats havien abandonat; els va fer perseguir i obligar a demanar perdó a l'emperador.
Entre els anys 1304 i 1305 va estar encarregat de la defensa de Pèrgam, mentre que l'atac als otomans era confiada als almogàvers de la Gran Companyia Catalana. Els almogàvers es van instal·lar el 1303 a Gal·lípoli després de fer una reeixida campanya. Pel Nadal, Miquel va oferir un banquet en honor de Roger de Flor, capità dels almogàvers i recentment nomenat cèsar per Andrònic II. En aquesta trobada, Miquel va conèixer la duplicitat de Roger, que pensava fer una nova campanya en benefici propi i va provar de dissuadir-lo sense que li fes cas. Quan Roger va marxar cap a Adrianàpolis, Gircon, el cap dels alans, el va assassinar junt a 130 almogàvers (5 d'abril del 1305), sembla que amb l'aprovació de Miquel. Aquest havia enviat prèviament una avançada formada per turcopulis i alans, amb l'ordre de massacrar els almogàvers; l'atac va durar quinze dies i els almogàvers van preferir cremar els seus vaixells per no tenir la temptació de fugir en lloc de resistir. L'enfrontament va culminar en la batalla d'Apros, on Miquel fou derrotat.
El 1307 fou enviat a guerrejar contra Todor Svetoslav de Bulgària, que havia envaït l'imperi. Després d'una primera victòria, l'amenaça búlgara continuava; Andrònic II va cridar, llavors, als mercenaris catalans per lluitar en aquest front. Les tropes de Miquel rebutjaven lluitar al costat dels catalans, ja que aquests exigien el repartiment del botí abans de tornar cap a Àsia Menor a lluitar contra els otomans. Miquel va haver de signar la pau amb els búlgars i casar una filla amb Todor. Els almogàvers, com que no rebien la paga, es van venjar deixant passar 2.000 otomans cap a Europa, davant la impotència de Miquel.
A partir del 1282, el monarca de Sèrbia, Stefan Milutin, va iniciar una política expansionista cap a la Macedònia romana d'Orient. Aquell any es van apoderar de ciutats com Scupi i Serres i, finalment, es van aventurar cap a la costa de la mar Egea. Finalment, es va arribar a una aliança entre l'Imperi Romà d'Orient i Sèrbia gràcies a un matrimoni entre Milutin i Simona, germanastra de Miquel. Apel·lant a aquesta aliança, els serbis juntament als altres aliats, els genovesos, van anar a assistir Miquel, que havia estat vençut pels otomans que els catalans havien deixat passar. La batalla va tenir lloc a Gal·lípoli el 1312 i van aconseguir el seu propòsit.

## Mort
Després de la darrera batalla contra els turcs, va anar a viure amb la seva mare, que estava a Tessalònica. Estant allà, el 12 d'octubre del 1320, als 43 anys, va morir. Segons es diu estava molt afectat pel dolor per la mort del seu fill Manuel Paleòleg, assassinat per ordre del seu altre fill Andrònic el 1319. La seva filla Anna també feia poc que s'havia mort.

## Matrimoni i descendència
El seu pare tenia previst que es casés amb Caterina de Courtenay, neta de Balduí II i hereva del títol d'emperador llatí, però l'oposició del papa va impedir aquesta unió.
Es va casar el 16 de gener del 1296 amb Rita d'Armènia Menor (després anomenada Maria), filla de Lleó III d'Armènia Menor i de la reina Keran. Rita es va fer monja després de la mort de Miquel i va adoptar el nom de Xene. Tingué els següents fills:
- Andrònic III Paleòleg (1296 † 1341).
- Manuel Paleòleg, mort per uns soldats enviats pel seu germà.
- Anna Paleòloga, esposa de Tomàs I Àngel, dèspota de l'Epir[8] i després de Nicolau I Orsini.
- Teodora Paleòloga, esposa de Teodor Svetoslav de Bulgària, i després de Miquel III Assèn de Bulgària.